# 宋鸣皋
宋鸣皋（1906年—1939年11月）原名宋恩荣，曾用名剑博，字冠泽。汉族，辽宁辽阳人，抗日烈士。

## 生平
宋鸣皋早年毕业于奉天东文学校，后参加东北军创办的讲武堂预备班。九一八事变后，在本溪歪头山参加地方抗日武装，失利后出走北平，进入东北大学学习。1937年7月，任国民抗日军第二总队总队长。1938年6月加入中国共产党。1939年任八路军晋察冀军区军政教导团参谋长，不久后调任平西区昌宛游击队第一纵队司令员。1939年11月，在参与收编工作时遭到当地土匪武装杀害，时年34岁。中华人民共和国成立后追认宋鸣皋为革命烈士。